# Gołąbek ametystowy

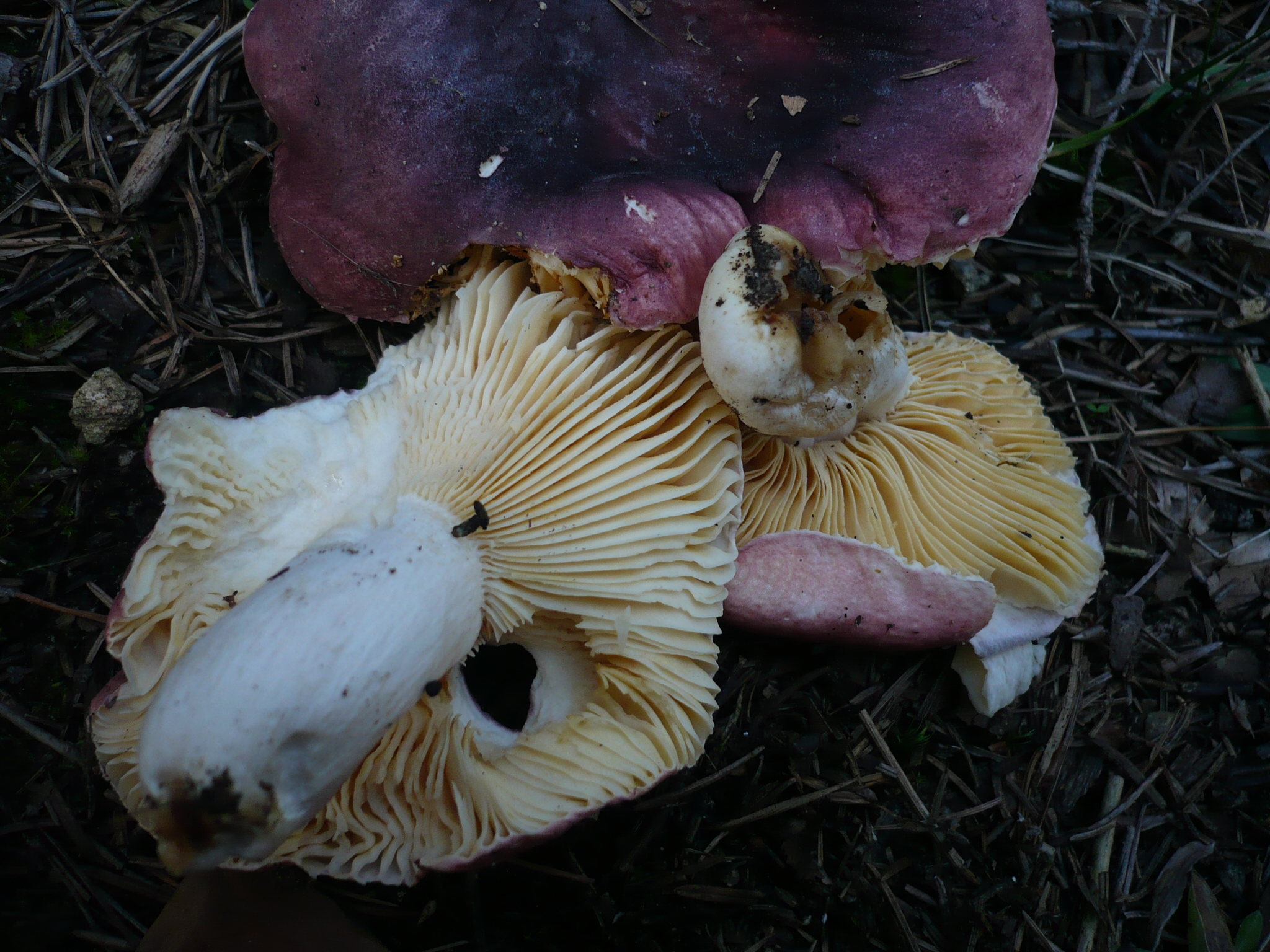

Gołąbek ametystowy (Russula amethystina Quél.) – gatunek grzybów należący do rodziny gołąbkowatych (Russulaceae).

## Systematyka i nazewnictwo
Pozycja w klasyfikacji według Index Fungorum: Russula, Russulaceae, Russulales, Incertae sedis, Agaricomycetes, Agaricomycotina, Basidiomycota, Fungi.
Po raz pierwszy opisał go w 1898 r. Lucien Quélet i nadana przez niego nazwa naukowa jest aktualna. Ma 5 synonimów. Są nimi wszystkie odmiany i formy tego gatunku.
Polską nazwę podała Alina Skirgiełło w 1991 r.

## Morfologia
Kapelusz
Średnica 5–11 cm, początkowo wypukły, potem rozpostarty, na koniec wklęsły. Brzeg gładki tępy, u starszych okazów karbowany. Powierzchnia gładka, naga, w stanie wilgotnym lepka i błyszcząca, w stanie suchym matowa i jak gdyby ziarenkowata, o barwie liliowej, ametystowej, fioletowoliliowej, czerwonawej. Środek ciemniejszy, brązowawy. Skórkę można zedrzeć do połowy
Blaszki
Dość rzadkie i nieco rozwidlone, szerokie i tępe, ze zmarszczkami. Za młodu kremowobiałe, później ochrowobiałe do śmietankowożółtawych.
Trzon
Wysokość 6–8 cm, grubość 1–2,5 cm, walcowaty, początkowo pełny, szybko jednak staje się watowaty lub pusty. Powierzchnia gładka, matowa, biała, u podstawy jasnobrązowa.
Miąższ
Biały, za młodu ścisły, później szybko mięknie. Zapach po odłamaniu podstawy trzonu charakterystycznie słabo jodoformowy lub także bez zapachu. Smak łagodny.
Cechy mikroskopowe
Wysyp zarodników intensywnie ochrowy, amyloidalny. Zarodniki szeroko jajowate o rozmiarach 7–9(10) × 5,5–8 μm. Mają powierzchnię pokrytą dużymi, pojedynczymi brodawkami i częściowo także łącznikami, które jednak nie tworzą siateczki. Cystydy o rozmiarach do 85 × 14 μm, Podstawki do 50 × 12 μm. W skórce brak dermatocystyd.
Gatunki podobne
Istnieje podobieństwo z jadalnym gołąbkiem lazurowym (Russula azurea) oraz z niejadalnym, o ostrym smaku, gołąbkiem kruchym (Russula fragilis). Podobny jest także gołąbek turecki (Russula turci), lecz ma silniejszy zapach jodoformowy i odróżnia się budową zarodników.

## Występowanie
Występuje w Europie, gdzie spotykany jest głównie w górskich lasach świerkowych. W polskim piśmiennictwie mykologicznym podano tylko dwa jego stanowiska: w Świętokrzyskim PN i Tatrzańskim PN. Niewątpliwie jednak występuje częściej, w Polsce nie znajduje się na czerwonej liście gatunków zagrożonych, jest natomiast na czerwonej liście takich gatunków w Anglii.
Naziemny grzyb mykoryzowy rosnący w lasach iglastych, na ziemi pod sosnami, świerkami i jodłami. Owocniki pojawiają się od lipca do października.
Grzyb jadalny.